# 思恩府

広西省の思恩府の位置（1820年）

思恩府（しおんふ）は、中国にかつて存在した府。明代から民国初年にかけて、現在の広西チワン族自治区南寧市北部に設置された。

## 概要
1439年（正統4年）、明により思恩州が思恩府に昇格した。1441年（正統6年）、思恩府は思恩軍民府と改められた。思恩軍民府は広西省に属し、奉議州と上映州に属する上林・武縁の2県、合わせて2州2県を管轄した。岑氏が土司として知府を世襲した。
順治初年、清により思恩軍民府は思恩府と改められた。思恩府は広西省に属し、武縁・上林・遷江・賓州・那馬庁・白山土司・興隆土司・定羅土司・旧城土司・都陽土司・古零土司・安定土司の1庁1州3県7土司を管轄した。
1913年、中華民国により思恩府は廃止された。